# آی‌ان‌اس لاهاو
آی‌ان‌اس لاهاو (به انگلیسی: INS Lahav) یک کشتی است که طول آن ۸۵٫۶۴ متر (۲۸۰٫۹۷ فوت) می‌باشد. این کشتی در سال ۱۹۹۳ ساخته شد.